# زروان (لارستان)
زروان (بالفارسية: زروان) (بالإنجليزية: Zaravan)‏ هي قرية في قسم صحراء باغ الريفي في ناحية صحراء باغ، (بالفارسية: بخش صحراى باغ)، مقاطعة لارستان التابعة لمحافظة فارس في إيران. يبلغ عدد سكان هذه القرية حسب إحصاء عام 2006 ميلادية، 1,063 نسمة في 239 عائلة، وهم من أهل السنة والجماعة، وعلى المذهب الشافعي.